# Laver Cup 2024
Laver Cup 2024 byl sedmý ročník tenisové soutěže dvou šestičlenných mužských týmů, hraný v berlínské Uber Areně mezi 20. a 22. zářím 2024 na dvorci s tvrdým povrchem. Harmonogram soutěže profesionálního okruhu ATP Tour zahrnoval dvanáct zápasů, v nichž se utkali nejlepší hráči Evropy s tenisty zbytku světa.
Kapitány družstev se posedmé a naposledy staly tenisové legendy, Švéd Björn Borg na straně Evropy a jeho americký rival John McEnroe ve výběru světa. Jejich zástupci jsou Thomas Enqvist a Patrick McEnroe. Od roku 2025 kapitánské funkce připadli Francouzi Yannicku Noahovi u Evropanů a Američanu Andremu Agassimu ve světovém družstvu.
Evropský výběr vyhrál pátý titul, když tým světa – jako dvojnásobného obhájce z let 2022 a 2023 – porazil poměrem bodů 13–11. Evropané o triumfu rozhodli až výhrou ve dvou závěrečných dvouhrách, které museli pro celkové vítězství bezpodmínečně získat. Zopakoval se tak scénář z Laver Cupu 2019. V předposlední z nich Alexander Zverev otočil průběh s Francesem Tiafoem, po ztrátě úvodní sady a prohraném podání v té druhé. V závěrečném singlu pak zdolal debutující Carlos Alcaraz čerstvého finalistu US Open Taylora Fritze a jako první tenista získal rekordních osm bodů v jediném ročníku soutěže.

## Výběr tenistů
Tři ze šesti členů týmu se mohli kvalifikovat, podle základního formátu pravidel, na základě nejvyššího postavení v singlovém žebříčku ATP po skončení červnového French Open 2024. Zbývající trojici mohli vybrat kapitáni, s uvedením hráčů do začátku US Open 2024.
Jako první z evropského výběru účast 8. listopadu 2023 potvrdil Španěl Carlos Alcaraz. Daniil Medveděv s Němcem Alexandrem Zverevem se k témuž týmu připojili 8. února 2024. Australan Alex de Minaur a Američané Taylor Fritz s Tommym Paulem se 11. dubna 2024 stali prvními členy světového družstva.
Španěl Rafael Nadal doplnil Evropany 22. dubna 2024 jako čtvrtý člen a Američan Ben Shelton zamířil do světového výběru 25. června rovněž v pozici čtvrtého muže. Evropskou ekipu do počtu šesti startujících 17. července zkompletovali Nor Casper Ruud s Řekem Stefanosem Tsitsipasem. Kapitán světa John McEnroe zfinalizoval soupisku 19. srpna 2024, když přizval Američana Francese Tiafoea s Chilanem Alejandrem Tabilem.
Paul a de Minaur ve světovém – a Nadal v evropském – družstvu se odhlásili kvůli zranění 12. září 2024. Účastnická místa ve světovém týmu tak získali Argentinec Francisco Cerúndolo s Australanem Thanasim Kokkinakisem a mezi Evropany Bulhar Grigor Dimitrov. Kapitán Evropanů Björn Borg pak 16. září 2024 donominoval náhradníky, Itala Flavia Cobolliho s Němcem Janem-Lennardem Struffem.
V soutěži debutovali Alcaraz, Tabilo a Kokkinakis.

## Týmy

### Evropa
| Tenista            | stát             | ATP | singlové tituly 2024                 | potvrzení účasti  |
| Alexander Zverev   | Německo          | 2.  | Řím                                  | 8. února 2024     |
| Carlos Alcaraz     | Španělsko        | 3.  | Indian Wells, French Open, Wimbledon | 8. listopadu 2023 |
| Daniil Medveděv    | neutrální status | 5.  | žádný titul                          | 8. února 2024     |
| Casper Ruud        | Norsko           | 9.  | Barcelona, Ženeva                    | 17. července 2024 |
| Grigor Dimitrov    | Bulharsko        | 10. | Brisbane                             | 12. září 2024     |
| Stefanos Tsitsipas | Řecko            | 12. | Monte-Carlo                          | 17. července 2024 |
| Náhradníci         |                  |     |                                      |                   |
| Flavio Cobolli     | Itálie           | 32. | žádný titul                          | 16. září 2024     |
| Jan-Lennard Struff | Německo          | 37. | Mnichov                              | 16. září 2024     |

Vysvětlivky
1. ↑  V důsledku invaze Ruska na Ukrajinu na konci února 2022 řídící organizace tenisu ATP, WTA a ITF s grandslamy 1. března téhož roku rozhodly, že ruští a běloruští tenisté mohli dále na okruzích startovat, ale do odvolání nikoli pod vlajkami Ruska a Běloruska.'"`UNIQ--ref-00000056-QINU`"'

### Svět
| Tenista             | stát          | ATP | singlové tituly 2024     | potvrzení účasti |
| Taylor Fritz        | Spojené státy | 7.  | Delray Beach, Eastbourne | 11. dubna 2024   |
| Frances Tiafoe      | Spojené státy | 16. | žádný titul              | 19. srpna 2024   |
| Ben Shelton         | Spojené státy | 17. | Houston                  | 25. června 2024  |
| Alejandro Tabilo    | Chile         | 22. | Auckland, Mallorca       | 19. srpna 2024   |
| Francisco Cerúndolo | Argentina     | 31. | Umag                     | 12. září 2024    |
| Thanasi Kokkinakis  | Austrálie     | 78. | žádný titul              | 12. září 2024    |

## Program
| Laver Cup 2024                      |                                 |                              |                       |       |        |
| Zápas                               | Evropa                          | Svět                         | výsledek              | stav  | zdroj  |
| Pátek – 20. září (1 bod za výhru)   |                                 |                              |                       |       |        |
| 1. dvouhra                          | Casper Ruud                     | Francisco Cerúndolo          | 4–6, 4–6              | 0:1   | [ 22 ] |
| 2. dvouhra                          | Stefanos Tsitsipas              | Thanasi Kokkinakis           | 6–1, 6–4              | 1:1   | [ 23 ] |
| 3. dvouhra                          | Grigor Dimitrov                 | Alejandro Tabilo             | 7–6(7–4), 7–6(7–2)    | 2:1   | [ 24 ] |
| 1. čtyřhra                          | Carlos Alcaraz Alexander Zverev | Taylor Fritz Ben Shelton     | 6–7(5–7), 4–6         | 2:2   | [ 25 ] |
| Sobota – 21. září (2 body za výhru) |                                 |                              |                       |       |        |
| 4. dvouhra                          | Daniil Medveděv                 | Frances Tiafoe               | 6–3, 4–6, [5–10]      | 2–4   | [ 26 ] |
| 5. dvouhra                          | Carlos Alcaraz                  | Ben Shelton                  | 6–4, 6–4              | 4–4   | [ 27 ] |
| 6. dvouhra                          | Alexander Zverev                | Taylor Fritz                 | 4–6, 5–7              | 4–6   | [ 28 ] |
| 2. čtyřhra                          | Casper Ruud Stefanos Tsitsipas  | Ben Shelton Alejandro Tabilo | 1–6, 2–6              | 4–8   | [ 29 ] |
| Neděle – 22. září (3 body za výhru) |                                 |                              |                       |       |        |
| 3. čtyřhra                          | Carlos Alcaraz Casper Ruud      | Ben Shelton Frances Tiafoe   | 6–2, 7–6(8–6)         | 7–8   | [ 30 ] |
| 7. dvouhra                          | Daniil Medveděv                 | Ben Shelton                  | 7–6(8–6), 5–7, [7–10] | 7–11  | [ 31 ] |
| 8. dvouhra                          | Alexander Zverev                | Frances Tiafoe               | 6–7(5–7), 7–5, [10–5] | 10–11 | [ 32 ] |
| 9. dvouhra                          | Carlos Alcaraz                  | Taylor Fritz                 | 6–2, 7–5              | 13–11 | [ 33 ] |
| Vítěz                               |                                 |                              |                       |       |        |
| Evropa – 5. titul                   |                                 |                              |                       |       |        |
| Evropa–Svět 5:2                     |                                 |                              |                       |       |        |

## Statistiky
| Tenista             | tým    | stát             | zápasy | bilance zápasů | bilance zápasů | bilance zápasů | bilance bodů | bilance bodů | bilance bodů |
| Tenista             | tým    | stát             | zápasy | dvouhra        | čtyřhra        | celkem         | dvouhra      | čtyřhra      | celkem       |
| Carlos Alcaraz      | Evropa | Španělsko        | 4      | 2–0            | 1–1            | 3–1            | 5–0          | 3–1          | 8–1          |
| Francisco Cerúndolo | Svět   | Argentina        | 1      | 1–0            | 0–0            | 1–0            | 1–0          | 0–0          | 1–0          |
| Grigor Dimitrov     | Evropa | Bulharsko        | 1      | 1–0            | 0–0            | 1–0            | 1–0          | 0–0          | 1–0          |
| Taylor Fritz        | Svět   | Spojené státy    | 3      | 1–1            | 1–0            | 2–1            | 2–3          | 1–0          | 3–3          |
| Thanasi Kokkinakis  | Svět   | Austrálie        | 1      | 0–1            | 0–0            | 0–1            | 0–1          | 0–0          | 0–1          |
| Daniil Medveděv     | Evropa | neutrální status | 2      | 0–2            | 0–0            | 0–2            | 0–5          | 0–0          | 0–5          |
| Casper Ruud         | Evropa | Norsko           | 3      | 0–1            | 1–1            | 1–2            | 0–1          | 3–2          | 3–3          |
| Ben Shelton         | Svět   | Spojené státy    | 5      | 1–1            | 2–1            | 3–2            | 3–2          | 3–3          | 6–5          |
| Alejandro Tabilo    | Svět   | Chile            | 2      | 0–1            | 1–0            | 1–1            | 0–1          | 2–0          | 2–1          |
| Frances Tiafoe      | Svět   | Spojené státy    | 3      | 1–1            | 0–1            | 1–2            | 2–3          | 0–3          | 2–6          |
| Stefanos Tsitsipas  | Evropa | Řecko            | 2      | 1–0            | 0–1            | 1–1            | 1–0          | 0–2          | 1–2          |
| Alexander Zverev    | Evropa | Německo          | 3      | 1–1            | 0–1            | 1–2            | 3–2          | 0–1          | 3–3          |